# Antran
Antran ist eine Gemeinde mit 1.156 Einwohnern (Stand: 1. Januar 2022) im Département Vienne in der Region Nouvelle-Aquitaine (vor 2016: Poitou-Charentes) im zentralen Westen Frankreichs. Sie gehört zum Kanton Châtellerault-2 im Arrondissement Châtellerault. Die Einwohner werden Antranais genannt.

## Geografie
Antran liegt etwa drei Kilometer nördlich des Stadtzentrums von Châtellerault an der Vienne im Pays Châtelleraudais. Umgeben wird Antran von den Nachbargemeinden Vellèches im Norden, Vaux-sur-Vienne im Nordosten, Ingrandes im Osten, Châtellerault im Süden, Thuré im Südwesten sowie Usseau im Westen.
Am Westrand der Gemeinde führt die Autoroute A10 entlang.

## Bevölkerungsentwicklung
| Jahr                       | 1962 | 1968 | 1975 | 1982 | 1990 | 1999 | 2006 | 2013 |
| Einwohner                  | 585  | 648  | 761  | 1023 | 978  | 1060 | 1108 | 1184 |
| Quellen: Cassini und INSEE |      |      |      |      |      |      |      |      |

## Sehenswürdigkeiten
- Kirche Saint-Hilaire
- Schloss Valençay, seit 1964 Monument historique

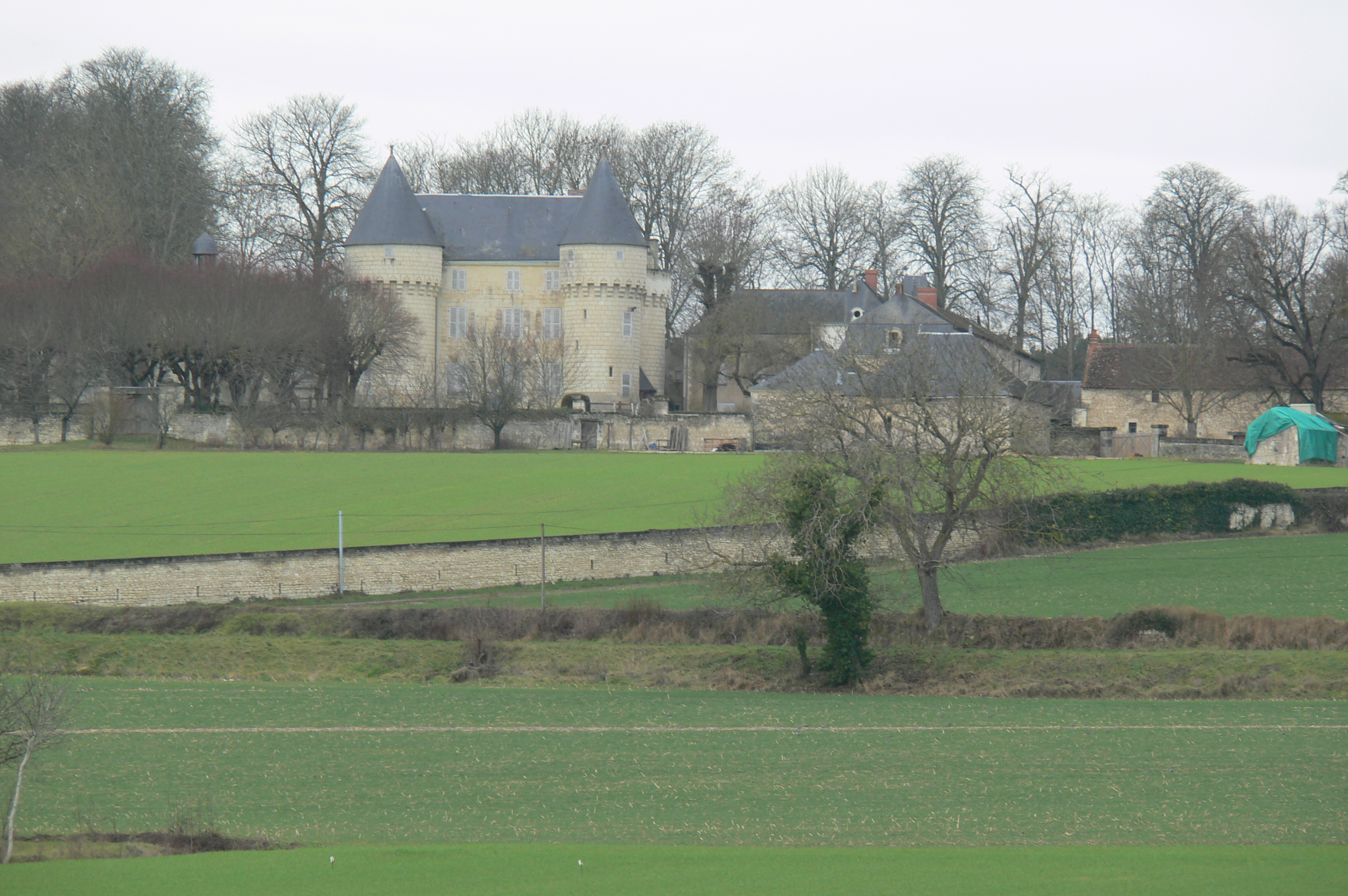
Schloss Valençay
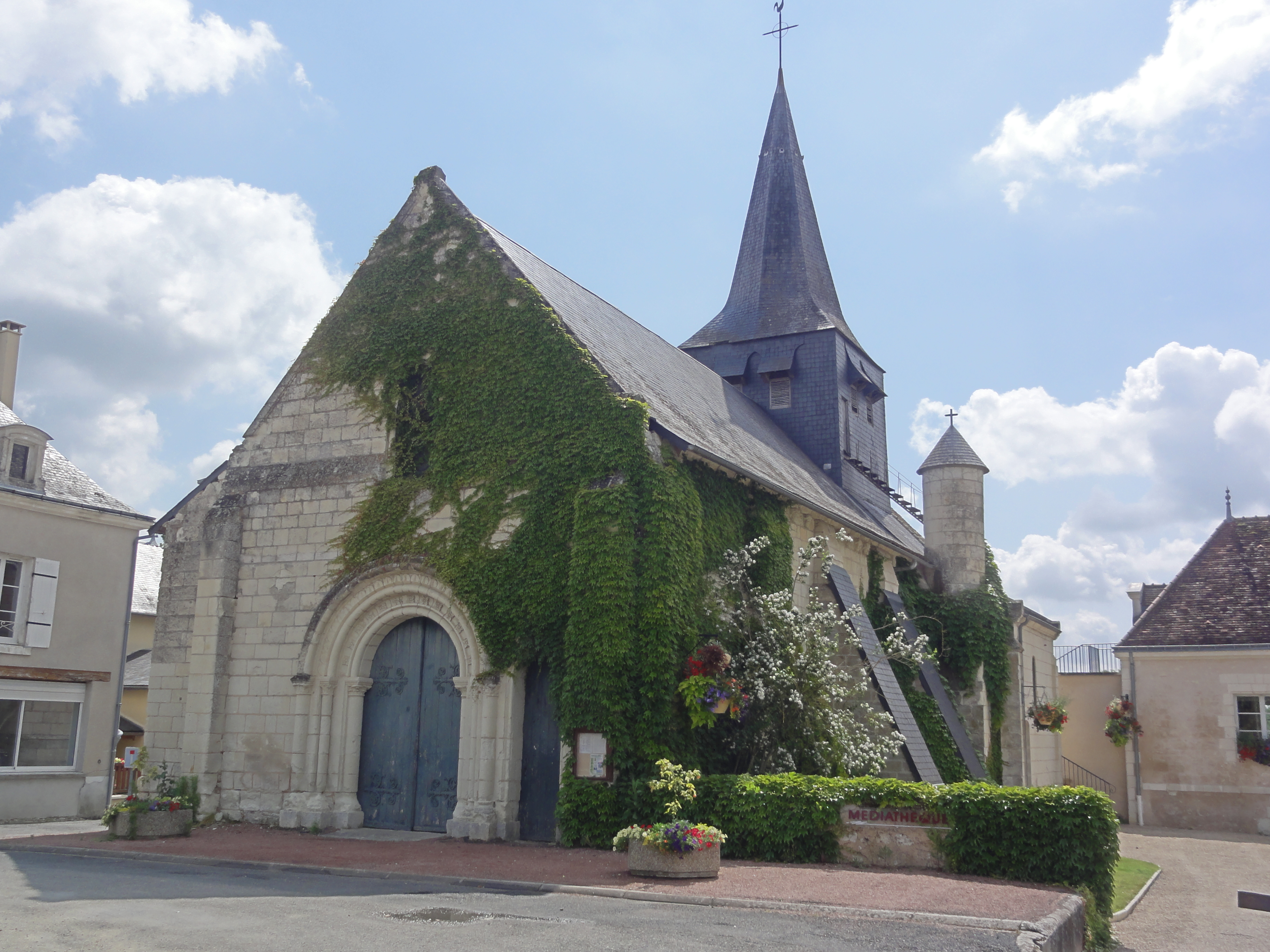
Kirche